# Climacarthrus incompletus
Climacarthrus incompletus — вид викопних птахів, що мешкав в олігоцені. Скам'янілі рештки знайдені у Патагонії (Аргентина). Голотип складається з кісток нижніх кінцівок. Через нестачу викопного матеріалу, класифікація виду спірна і проблематична. Більшість дослідників відносять вид до родини яструбові або близької до неї родини ряду Соколоподібні (Falconiformes).